# حدوة الحصان وحيدة الثمرة
حدوة الحصان وحيدة الثمرة أو وحيدة العلبة أو الحديوات (باللاتينية: Hippocrepis unisiliquosa) نوع نباتي يتبع جنس حدوة الحصان من الفصيلة البقولية.

## الموئل والانتشار
ينتشر هذا النوع في معظم مناطق حوض البحر الأبيض المتوسط بما فيها المشرق العربي والمغرب العربي وتركيا واليونان وإسبانيا والبرتغال.

## الوصف النباتي
النبات عشبي حولي. ارتفاعه من 20-40 سم. الأوراق مركبة ريشية. الورقة تتكون من 4-5 أزواج من الوريقات.